# Two-Faced Woman
Two-Faced Woman (Otra vez mío o La mujer de las dos caras) es una película dirigida por George Cukor. Es célebre por tratarse de la última película en la que apareció Greta Garbo. Se estrenó en 1941.

## Argumento
Un hombre, durante unas vacaciones, se siente atraído por su profesora de esquí, pero no hace nada al respecto. Al volver a la ciudad, conoce a una mujer sofisticada, muy parecida a la mujer que había conocido, y cree que es su gemela.

## Reparto
- Greta Garbo como Karin Borg Blake / Katherine Borg
- Melvyn Douglas como Larry Blake
- Constance Bennett como Griselda Vaughn
- Roland Young como Oscar Miller
- Ruth Gordon como Ruth Ellis
- Robert Sterling como Dick Williams

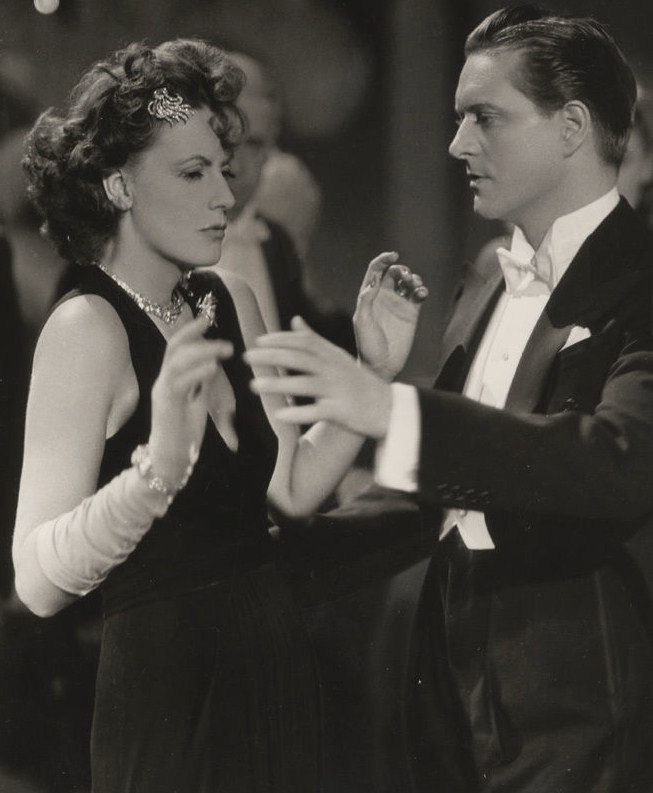
Greta Garbo y Robert Alton
en parte de una foto
publicitaria de la película.